# Wiśniewo (powiat Mławski)
Wiśniewo is een dorp in het Poolse woiwodschap Mazovië, in het district Mławski. De plaats maakt deel uit van de gemeente Wiśniewo.